# Ulica Hipoteczna w Łodzi
Ulica Hipoteczna w Łodzi – łódzka ulica znajdująca się w dawnej dzielnicy Bałuty. Rozpoczyna się na skrzyżowaniu z ul. Limanowskiego (jako kontynuacja ul. Klonowej) i dociera do ul. Pojezierskiej (jej przedłużeniem jest ul. Kalinowa). Dawniej z ul. Hipoteczną łączyły się jeszcze ulice Błękitna (dzisiejsza Radłowa, która fizycznie rozpoczyna się przy ul. Prożka, jednakże nadal możliwy jest przejazd od / do Hipotecznej przez rozjeżdżony trawnik), Aleksandra Fredry (obecnie rozpoczyna się przy ul. Grunwaldzkiej) oraz Ułańska (bezimienna dziś aleja parkowa). Około 150 m od skrzyżowania Hipoteczna / Limanowskiego / Klonowa, ulicę pod ziemią przecina schowana do kanału rzeka Bałutka. W przeszłości umiejscowione tu były cegielnie. Parzyste numery adresowe występują po zachodniej stronie ulicy.

## Otoczenie
Przy ulicy Hipotecznej 3/5 mieści się Poradnia Psychologiczno-Pedagogiczna nr 1. Pod adresem Hipoteczna 5A znajduje się Stacja elektroenergetyczna 110/15/6 kV „Żubardź”, a naprzeciwko jej (posesja nr 6) zlokalizowany jest Instytut Technologii Eksploatacji, Państwowy Instytut Badawczy: Zakład Technik Włókienniczych. Na terenie ok. 2 ha (pod numerem 7/9) wznosiła się fabryka łódzkiego przedsiębiorcy – Karola Teodora Buhle (1868–1937). Zakład zatrudniał ok. 2000 robotników i 100 urzędników. Po II wojnie światowej kompleks włókienniczy upaństwowiono i utworzono w tym miejscu Zakłady Przemysłu Jedwabniczego im. generała Walerego Wróblewskiego, a w ostatnich latach jej istnienia, znajdowała się tam pracownia spółki Ortal Textil. Fabrykę zburzono na przełomie 2009 i 2010 r. (ocalał jedynie okazały budynek dawnej kotłowni) i mimo ambitnych planów inwestycyjnych jak nowe osiedle mieszkaniowe czy kompleksy biurowe, ogrodzony poprzemysłowy teren stał się zarastającym nieużytkiem. Przy ul. Srebrnej 32 (w bezpośrednim sąsiedztwie z terenem fabryki) zlokalizowana jest zabytkowa willa Karola Teodora Buhle. Fabrykancki pałac wybudowany w 1905 r. udało się utrzymać dzięki wpisowi do łódzkiej ewidencji zabytków. Rezydencję gruntownie odrestaurowano. Przez kilka lat mieściła się tam placówka ING Banku Śląskiego. Po wyburzeniu Ortalu pałac stał się dobrze widocznym z ulicy obiektem. Pomiędzy ulicami Hipoteczną i Wojciecha Kilara znajduje się Zespół Szkół Samochodowych w Łodzi; szkoła, która była scenerią dla takich filmów jak Daleko od szosy czy Profesor na drodze. Po wschodniej stronie ulicy, między Srebrną i Pojezierską rozciąga się blokowisko ulokowane na osiedlu Pojezierskiej. Po zachodniej stronie ulicy, między Olsztyńską i Pojezierską znajduje się bezimienny zieleniec miejski.

## Komunikacja miejska
W okolicy kursują następujące linie łódzkiego lokalnego transportu zbiorowego:
- Na całej długości ulicy kursuje linia 99 (Radogoszcz Zachód – Retkinia). Oprócz niej, przez skrzyżowanie Hipoteczna / Limanowskiego / Klonowa są poprowadzone tramwajowe linie 2 (Dw. Łódź Dąbrowa – Kochanówka) i 5 (Chojny Kurczaki – Dw. Łódź Żabieniec) oraz autobusowa nocna N1A/B (Janów – A: Aleksandrów Targowy Rynek / B: Teofilów Rojna), a przez skrzyżowanie Hipoteczna / Pojezierska / Kalinowa autobusowe linie 73 (Radogoszcz Zachód – pl. Wolności) oraz 81 (cm. Szczecińska – Sikawa Centrum Handlowe) i nocna N5A/B (Radogoszcz Zachód – A: Janów / B: Andrespol). Przystanki znajdują się przy Limanowskiego, Olsztyńskiej i Pojezierskiej.